# Polioptila maior
La perlita del Marañon (Polioptila maior) es una especie —o la subespecie Polioptila plumbea maior, dependiendo de la clasificación considerada— de ave paseriforme de la familia Polioptilidae perteneciente al  numeroso género Polioptila. Es endémica de Perú.

## Distribución y hábitat
Se encuentra únicamente en el centro norte de Perú, en el alto valle del Marañón, desde Piura y Amazonas hacia el sur hasta el noroeste de Huánuco.
Esta especie es considerada bastante abundante en sus hábitats naturales: los matorrales áridos y bordes de bosques entre 500 y 2500 m de altitud.

## Sistemática

### Descripción original
La especie P. maior fue descrita por primera vez por el ornitólogo austríaco Carl Eduard Hellmayr en 1900 bajo el nombre científico de subespecie Polioptila nigriceps maior; su localidad tipo es: «Succha, 3000 m., Huamachuco, La Libertad, Perú».

### Etimología
El nombre genérico femenino «Polioptila» es una combinación de las palabras del griego «polios» que significa ‘gris’, y «ptilon» que significa ‘plumaje’; y el nombre de la especie «maior» en latín  significa ‘mayor, más grande’.

### Taxonomía
La presente especie ya era considerada como una especie separada por autores anteriores, como Ridgely & Tudor; las clasificaciones Aves del Mundo (HBW) y Birdlife International (BLI) así la consideran, con base en diferencias muy significativas de vocalización y también de plumaje. Sin embargo, esto no es todavía adoptado por otras clasificaciones. Es monotípica.